# Kemchain
Kemchain és una empresa tecnològica espanyola fundada l’any 2023 amb el nom de Kemchain Solutions, S.L..
Està especialitzada en el desenvolupament de solucions basades en intel·ligència artificial (IA) i automatització robòtica de processos (RPA), orientades a la gestió de dades de materials, documents i qüestionaris, així com a la traçabilitat de matèries primeres i al compliment normatiu en sectors industrials regulats com la cosmètica, l’alimentació, els productes químics, la detergència, els aromes, les fragàncies, els colorants, el cautxú i els plàstics.
Kemchain va ser fundada per Germán Castillo, químic i enginyer químic amb una àmplia experiència en sostenibilitat, tecnologia i afers regulatoris. L’empresa va néixer amb l’objectiu de digitalitzar i automatitzar la cadena documental de proveïdors i matèries primeres, tot simplificant la recopilació, l’homologació i l’actualització de documents tècnics i normatius. L’any 2024, Kemchain va rebre una subvenció del programa NEOTEC, impulsat pel Centre per al Desenvolupament Tecnològic Industrial (CDTI), fet que va representar un impuls clau per al desenvolupament i consolidació de la seva tecnologia pròpia.